# Долночифлишко македонско благотворително братство
Долночифлишкото македонско благотворително братство „Трайко Китанчев“ е организация на бежанците от областта Македония, установили се в Долни чифлик, Варненско.

## История
На 6 март 1925 година на годишно общо събрание е основано братството и е избрано настоятелство в състав Спас Манафчев (председател), Крум Иванов (подпредседател), Трайко Илиев (секретар), Сотир Димитров (касиер) и Ефтим Димитров (член съветник).